# Joaquim Pijoan i Arbocer
Joaquim Pijoan (Santa Cristina d'Aro, 1948) è un pittore e scrittore spagnolo.

## Biografia
Le sue opere pubblicate sono Somni (1983), Sayonara Barcelona (2007) e Amor a Venècia (2007). Egli considera la pittura come la sua passione, ma è diventato famoso per due premi letterari: il Documenta (1982) per Somni e, in particolare, il Premi Sant Jordi de novel·la (2006) per la sua opera Sayonara Barcelona. L'unico materiale pubblicato tra queste due date è stato in Revista de Girona.

## Sayonara Barcelona
Sayonara Barcelona, il suo secondo romanzo è stato pubblicato nel 2007. Ha ricevuto il Premi Sant Jordi de novel·la assegnato per Òmnium Cultural in 2006.

### Trama
Abraham è un pittore che ha lasciato Barcellona 25 anni fa, senza dirlo a nessuno, lasciando molte persone, in particolare una ragazza incinta, e ora sta tornando dove ha vissuto dal Giappone, dove ha vissuto, a dire addio alla città e il suo passato e non tornare mai più. Abraham capisce che tutto in questo viaggio è cambiato troppo, anche se stesso, totalmente legato alla cultura giapponese e non in Occidente, gli amici e soprattutto la città, che è diventata un parco tematico in cui è molto difficile sentire qualcuno che parla catalano.
Il più interessante di tutti è come questo romanzo è scritto, prima con narratore in terza persona che osserva i suoi personaggi, in modo che anche se lo troviamo come un personaggio del romanzo, come un detective privato che li segue e ad un certo punto ci spiega la ragione per la scrittura di questo testo. Troviamo anche frasi in prima persona con i personaggi che racconta il loro parere. Questi effetti danno grande polifonia nel romanzo e sono una risorsa di grande interesse.